# Raymond Sandover
Raymond Ladais Sandover (28 mars 1910 - 12 août 1995) est un brigadier dans l'armée australienne. Pendant la Seconde Guerre mondiale, il commande le 2/11e bataillon de 1941 à 1943 et la 6e brigade d'infanterie australienne entre 1943 et 1945,,.
Promu brigadier en mai 1943, il est alors le plus jeune officier de l'armée australienne à détenir ce grade.